# Ракетное оружие
Ракетное оружие:

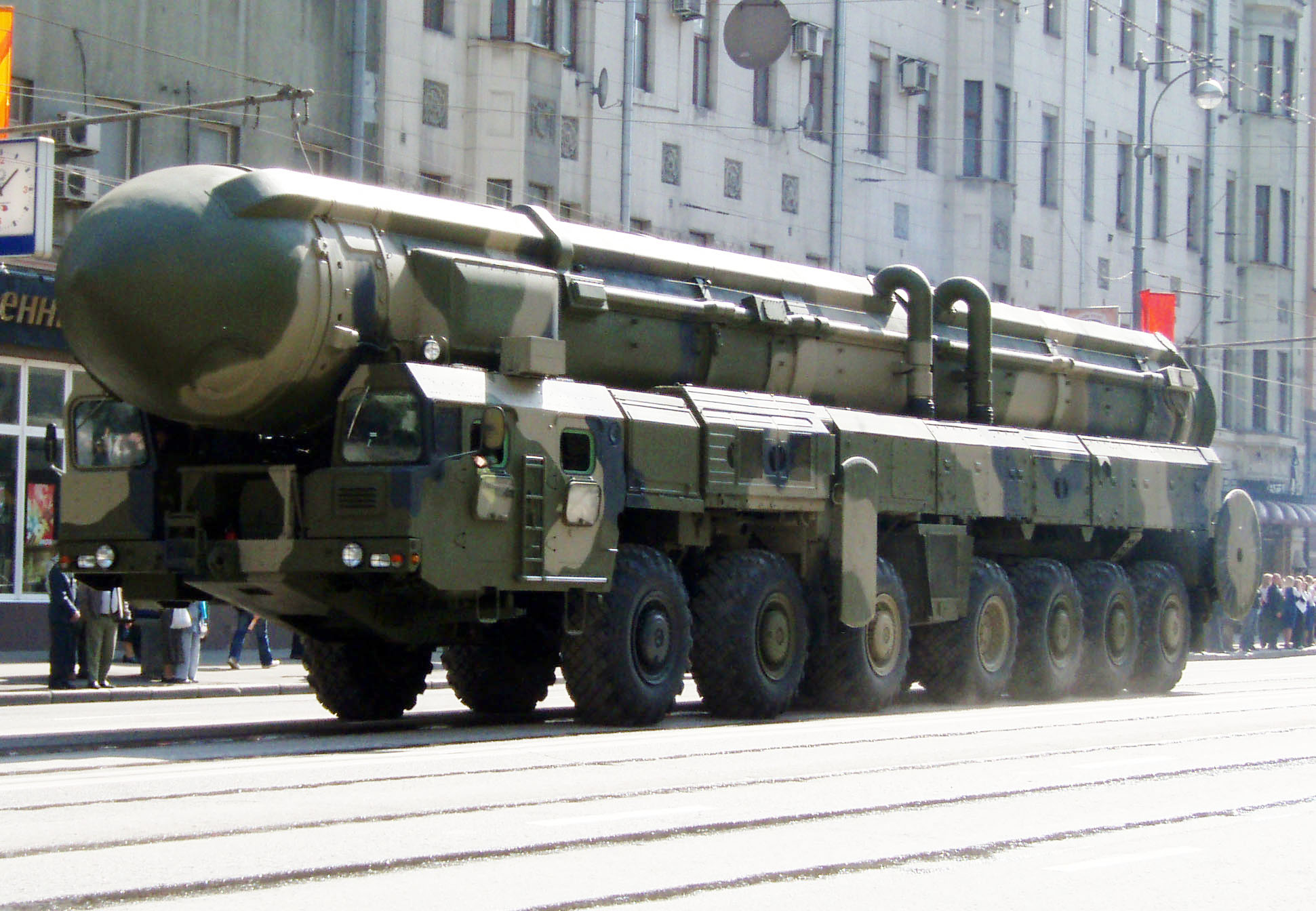
Мобильная пусковая установка стратегического ракетного комплекса РТ-2ПМ «Тополь» на колёсном шасси.

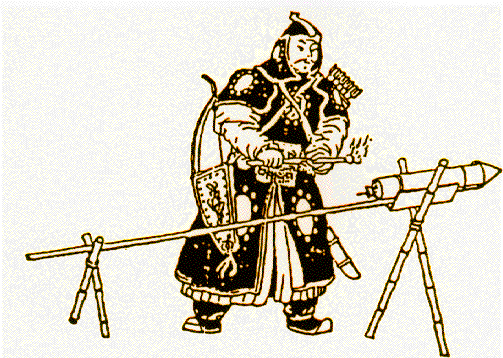
Ранняя китайская ракета.

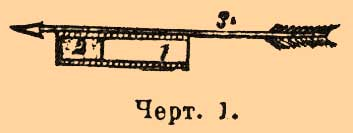
Схема китайской ракеты XI века.

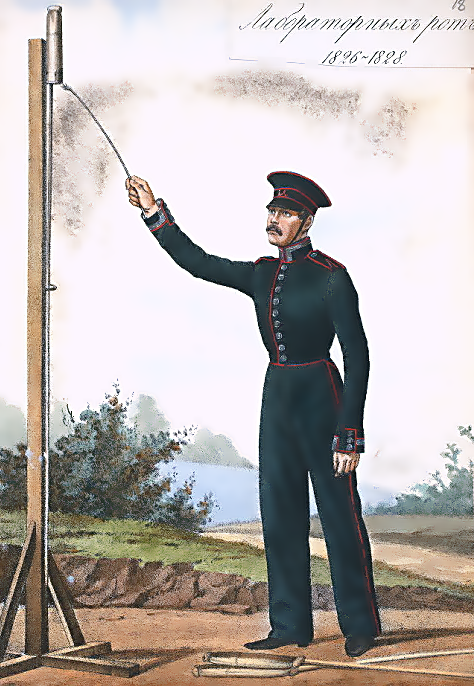
Лабораторная рота, ВС России, 1826—1828 года.

- оружие дальнего боя, в котором средства поражения доставляются к цели с помощью ракет — беспилотных летательных аппаратов, оснащённых реактивным двигателем[уточнить][1];
- совокупность различных ракетных комплексов, предназначенных для поражения наземных, воздушных или морских целей.

Ракетное оружие обладает чрезвычайно большим диапазоном функционального использования и, как следствие, широкими конструктивными особенностями (от носимого ракетного вооружения до сложных ракетных комплексов и систем всех видов и назначений). Основные характеристики — дальность пуска (минимальная и максимальная), размер и тип боевой части (фугасные, осколочные, зажигательные, объёмно-детонирующие, химические, бактериологические, ядерные), точность попадания в цель, тип системы управления, тип двигателя, скорость полета, масса, габаритные размеры, класс.

## История
Первые сведения о ракетном оружии датируются XI веком (см. рисунок). Тогда в Китае был применён прототип современной ракеты состоявшей из бумажной гильзы (1), набитой пороховым составом (2) и привязанной к стрелке (3) так, что дно гильзы смотрело в одну сторону с остриём стрелы. После зажигания состава бросали стрелу рукой или луком, а пороховые газы, производя давление на дно гильзы, способствовали реактивному движению стрелы.
В начале XVI века запорожскими казаками под предводительством гетьмана Евстафия Ружинского были применены бумажные многоступенчатые ракеты против татарской конницы:
А какъ Татары обыкновенно держатъ лошадей на паствЂ, а не у коновязей, то Гетманъ выслалъ отрядъ конницы съ приготовленными завремянно бумажными ракетами, кои будучи брошены на землю, могли перескакивать съ мЂста на мЂсто, дЂлать до шести выстрЂловъ каждая. Конница оная, наскакавъ на становище Татарское, зажгла свои ракеты, бросила ихъ между лошадей Татарскихъ и причинила въ нихъ великую сумятицу; онЂ перепугавшись, бЂгали во весь опоръ по табуну, волочили и топтали своихъ всадниковъ и сторожей, а между тЂмъ всЂ войска Гетманскія, съ пальбою изъ ружьевъ и артиллеріи, напали на станъ Татарскій, прошли его насквозь, поражая смЂшенныхъ и обезумленныхъ Татаръ, и такъ разбили Хана и его войска на голову, забрали станъ его со всЂмъ багажемъ, и обременные корыстями, возвратились со славою въ свою землю.
1800-е годы — начало применения английских ракет Конгрива (разработаны по образцу трофейных индийских ракет XVIII века).
В Русской императорской армии первые осветительные ракеты были приняты на вооружение ещё в 1717 году. В первой половине XIX века талантливые изобретатели и инженеры генералы А. Д. Засядко и К. И. Константинов разработали целую «линейку» типов боевых ракет: в 1817 году 2-, 2,5- и 4-дюймовые ракеты фугасного и зажигательного действия (масса 5,8 — 16,2 кг, дальность стрельбы 1,6—2,7 км) и 1-зарядные, а затем и 6-зарядные пусковые станки к ним. Эти установки стали первым боевым ракетным оружием, принятым в 1826—1827 годах на вооружение Русской армии. К. И. Константиновым в 1850—1853 годах созданы полевые (масса 2,9—14 кг) и осадные (до 32 кг, дальность свыше 4 км) ракеты. Ракеты этих конструкторов широко применялись в русско-турецкой войне 1828—1829 гг., Польской войне 1830—1831 гг., Кавказской войне, при штурме крепости Ак-Мечеть, в Крымской войне, русско-турецкой войне 1877—1878 гг. и в Туркестанских походах.
Первыми ракетами, которые предназначались для использования в оперативном порядке, была серия ракет, разработанная нацистской Германией во время Второй мировой войны. Наиболее известными из них являются ракеты Фау-1 (V-1) и Фау-2 (V-2), в которых использовался механический автопилот, позволявший направлять ракету по заранее выбранному маршруту. Фау-2 (дальность поражения до 320 км), применялись немецкой стороной для обстрела городов Англии и Бельгии.
Менее известными были серии противокорабельных и зенитных ракет, обычно основанные на простой системе радиоуправления (командного наведения), направляемой оператором. Однако эти ранние системы во Второй мировой войне были построены только в небольших количествах.
Приспособленное первоначально для запуска с самолётов (в боях у озера Хасан и на Халхин-Голе). 20 августа 1939 года японский истребитель Накадзима Ки-27 подвергся нападению советского истребителя Поликарпова И-16 капитана Н. Звонарева, который выпустил ракетный залп с расстояния около километра, после чего Ки-27 рухнул на землю. Группа истребителей Поликарпова И-16 под командованием капитана Н. Звонарева использовала ракеты РС-82 против японских самолётов, сбив в общей сложности 16 истребителей и 3 бомбардировщика. В дальнейшем оно переместилось на наземные пусковые установки — советские и немецкие войска массово и с большим успехом применяли установки залпового огня «Катюша» и «Nebelwerfer». Реактивные установки залпового огня состояли также на вооружении войск Англии и США.

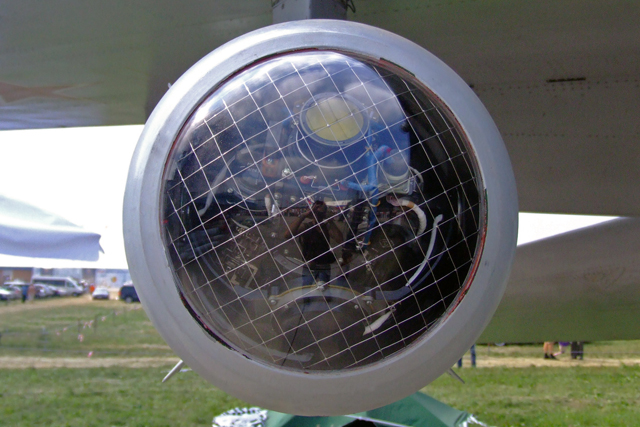
Головка наведения ракеты

Но особо широкое развитие ракетные вооружения получили после Второй мировой войны, сильно потеснив (а кое-где и вытеснив) ствольное артиллерийское, стрелковое вооружение и авиацию. В 1948 году дальность полета советских ракет Р-1 достигла 270 км. К 1959 году советская ракета Р-7А достигла дальности полета в 13 тыс. км. В 1969 году в США появились ракеты Першинг-1А, способные поражать цели дальностью в 740 км. В 1983 году состоялось испытание советской ракеты РТ-2ПМ, дальностью полета в 11 тыс. км.

## Классификация
Ракеты делят на классы — «земля-земля», «земля-воздух», «воздух-воздух», «воздух-земля», «воздух-корабль» (последние две относятся к более общему классу «воздух-поверхность») и так далее.
В России (и ранее в СССР) ракеты класса «земля-земля» разделяют также по назначению на тактические, оперативно-тактические и стратегические. В других странах по назначению ракеты класса «земля-земля» делят на тактические и стратегические или по категории дальности (то есть малой дальности, средней дальности и так далее).
Ракеты «земля-земля» по виду траектории полёта бывают баллистическими или крылатыми (аэродинамическими).
Ракетное оружие принято классифицировать по следующим параметрам:
- принадлежности к видам ВС — сухопутные войска, морские войска, воздушные силы
- радиусу действия (максимальной дальности от места применения до цели) — большой дальности (дальность пуска — более 5500 км), средней дальности (1000−5500 км), оперативно-тактической дальности (300−1000 км), тактической дальности (менее 300 км)
- физической среде применения — от места старта (земля, воздух, надводное, подводное, подледное)
- способу базирования — стационарное, подвижное (мобильное)
- характеру полёта — баллистическое, аэродинамическое (крылатые ракеты), аэробаллистическое, подводное
- среде полета — воздушное, подводное, космическое
- типу управления — управляемое (УРО: управляемое ракетное оружие), неуправляемое, автоуправление
- целевому назначению — противотанковое (противотанковые ракеты), противосамолетное (зенитная ракета), противокорабельное, противорадиолокационное, противокосмическое, противолодочное (против подводных лодок).

## Баллистика

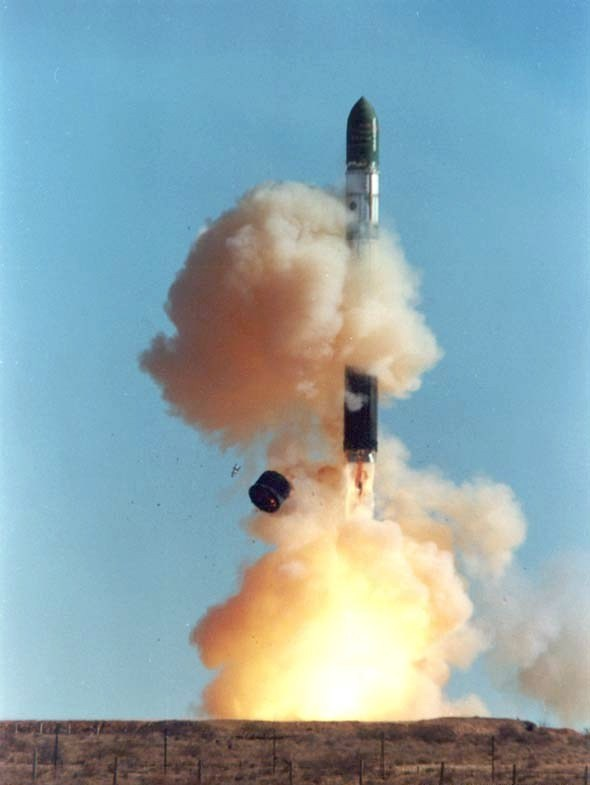
Пуск баллистической ракеты Р-36.

После этапа разгона баллистические ракеты следуют по траектории, в основном определяемой законами баллистики.
Баллистические ракеты в основном используются для наземных атак. Хотя обычно они связаны с ядерным оружием, на вооружении находятся некоторые баллистические ракеты с обычным вооружением, такие как MGM-140 ATACMS.
Российский ракетный комплекс «Тополь М» — самая быстрая (7320 м/с) ракета, находящаяся на вооружении в настоящее время.

## Состав ракетных комплексов
В состав комплексов (систем) ракетного оружия входят:
- ракеты-носители боеприпасов, оснащенные бортовыми средствами управления полётом (наведения на цели);
- пусковые (стартовые) установки;
- средства технического обслуживания, транспортировки и хранения.

Ампулизация ракет

Ампулизация ракет представляет собой комплекс мероприятий направленных, в том числе, на:
- полную герметизацию топливных емкостей ракеты за счёт применения только сварных соединений;
- изоляцию от агрессивных компонентов топлива и их паров элементов ракеты путем применения мембран;
- изготовление агрегатов и узлов ракеты из материалов, обладающих высокой коррозионной стойкостью;
- применение дистанционного автоматического контроля состояния ампулизации ракеты в полной боевой готовности;
- транспортировку и хранение ракеты в транспортировочном контейнере, заполненном сухим воздухом, с наддувом баков сухим азотом.

## Системы наведения ракет
Все способы наведения можно разделить на три группы:
- по известным координатам (инерциальный);
- с использованием отраженного от цели сигнала (активный);
- с использованием излучения самой цели (пассивный).

Ещё в ракете Фау-2 использовалась инерциальная система навигации. Она является надёжной и достаточно простой, но не может обеспечить большую точность попадания. В наше время для баллистических ракет применяется астрокоррекция (ориентация по звездам), гравиметрические измерения (используются гравитационные аномалии Земли в качестве ориентиров) или сигналы с ИСЗ (спутниковая навигация). Крылатые ракеты для компенсации ошибок инерциальной навигации используют собственную РЛС или видеокамеру для картографирования местности над которой они пролетают, и определения своего положения.
Ракетой также возможно управлять с земли по радио или по проводам (командная система). Такой способ использовался в ранних зенитных ракетах.
Ещё одним способом является полуактивное самонаведение ракет, при котором РЛС наземного (надводного) ракетного комплекса или самолёта облучает цель, а ракета принимает отраженный сигнал и наводится на цель.
Используется также гибрид полуактивной и командной систем, называемый «управлением через ракету». При нём ракета принимает отраженный радиосигнал РЛС наземного (надводного) ракетного комплекса или самолёта, а затем передает информацию этой РЛС, которая, в свою очередь, производит расчеты и отправляет корректирующую команду ракете.
При активном самонаведении ракета сама имеет РЛС и с его помощью рассчитывает свою траекторию.
В противорадиолокационных ракетах применяется пассивное самонаведение, при котором ракета наводится по излучению РЛС противника.

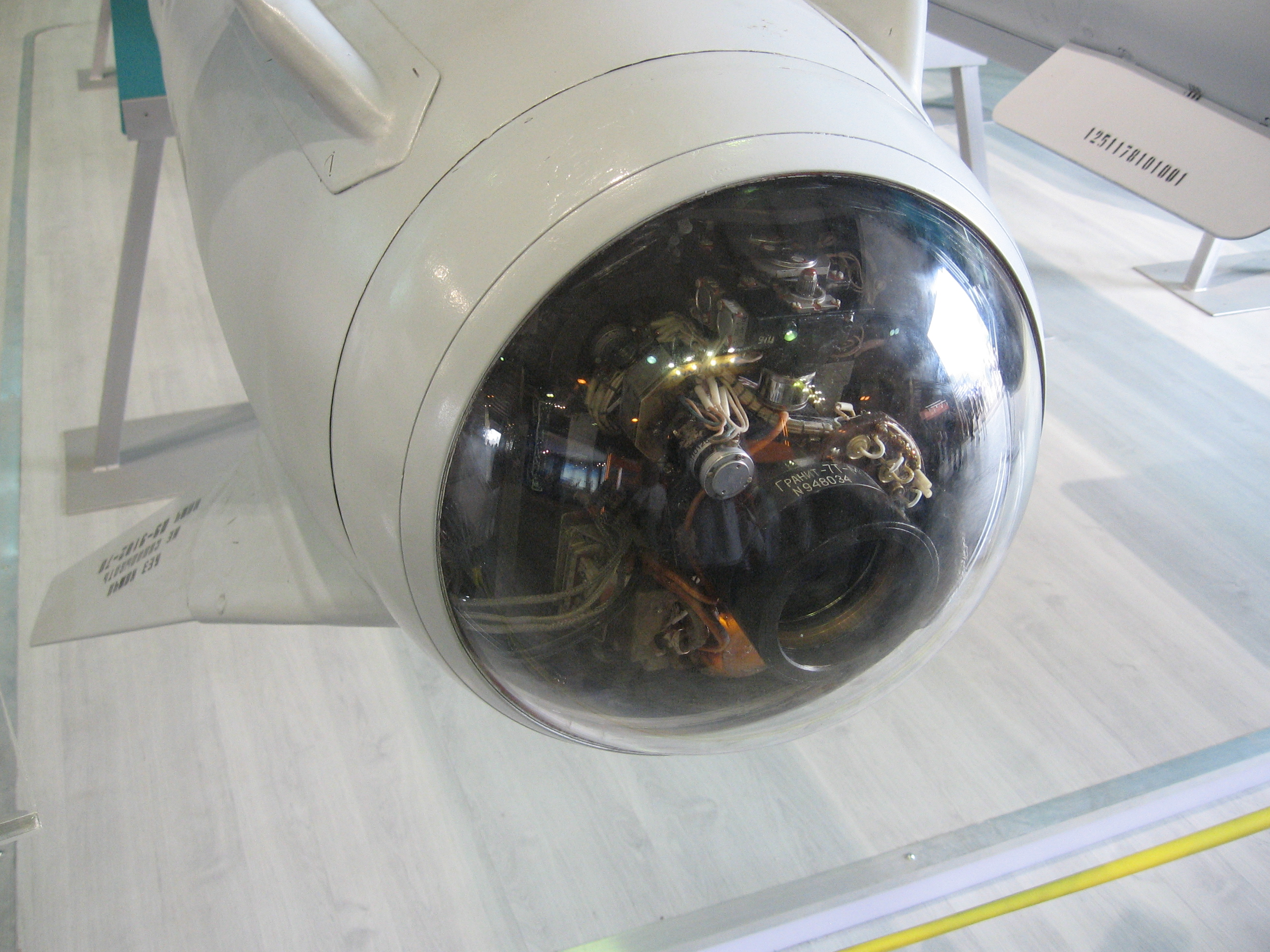
Телевизионная головка самонаведения ракеты Х-59 «Овод»

Используются также ракеты с инфракрасным пассивным самонаведением, при котором ракета ориентируется на источник тепла цели. Вместо инфракрасных датчиков головок самонаведения также используются датчики ультрафиолетового излучения, которые сложнее обмануть при помощи тепловых ловушек. В оптико-электронных (телевизионных) головках самонаведения используются волны видимого спектра, а специальное программное обеспечение сравнивает увиденную картинку с эталонной, определяет тип цели и способ её атаки.
Также применяются комбинированные способы наведения.